# 勞斯數
勞斯數（英語：Rouse number，符號：P或Z）是流體動力學中的无量纲量，用於定義懸浮沉積物的濃度分佈，也可以用來判斷流動的流體會搬運哪一種沉積物。勞斯數是沉積物終端速度 {\displaystyle w_{s}}和顆粒往上的速度（用馮卡爾曼常數 {\displaystyle \kappa }和剪切速度{\displaystyle u_{*}}的乘積表示）之間的比值：
{\displaystyle \mathrm {P} ={\frac {w_{s}}{\kappa u_{*}}}}
有時在馮卡爾曼常數前面會再乘上因子β，β是修正渦流黏度和渦流擴散相關性的常數。一般β取1，也就是在計算中省略相關的影響，不過若考慮整個方程式，不應省略因子β：
{\displaystyle \mathrm {P} ={\frac {w_{s}}{\beta \kappa u_{*}}}}
勞斯數得名自美国流體動力學家杭特·勞斯。勞斯數是流動流體在一定深度下，其懸浮沉積物隨深度增加的勞斯分佈的特徵尺度參數。懸浮沉積物隨深度增加的程度和勞斯數的幂次成正比。勞斯數也用來決定粒子在流體移動的情形，可以用勞斯數來判斷粒子是推移质、悬移质还是冲泻质，列表如下：
| 搬運形式         | 勞斯數     |
| ---------------- | ---------- |
| 推移質           | >2.5       |
| 悬移质：50%懸浮  | >1.2, <2.5 |
| 悬移质：100%懸浮 | >0.8, <1.2 |
| 冲泻质           | <0.8       |